# Pseudomorphose

Pseudomorphosen-Sets nach Jeff „Stretch“ Young
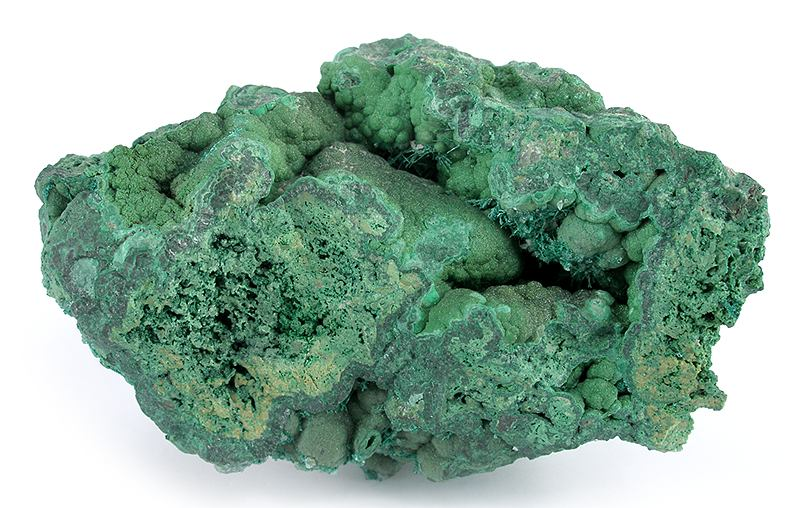
Bayldonit
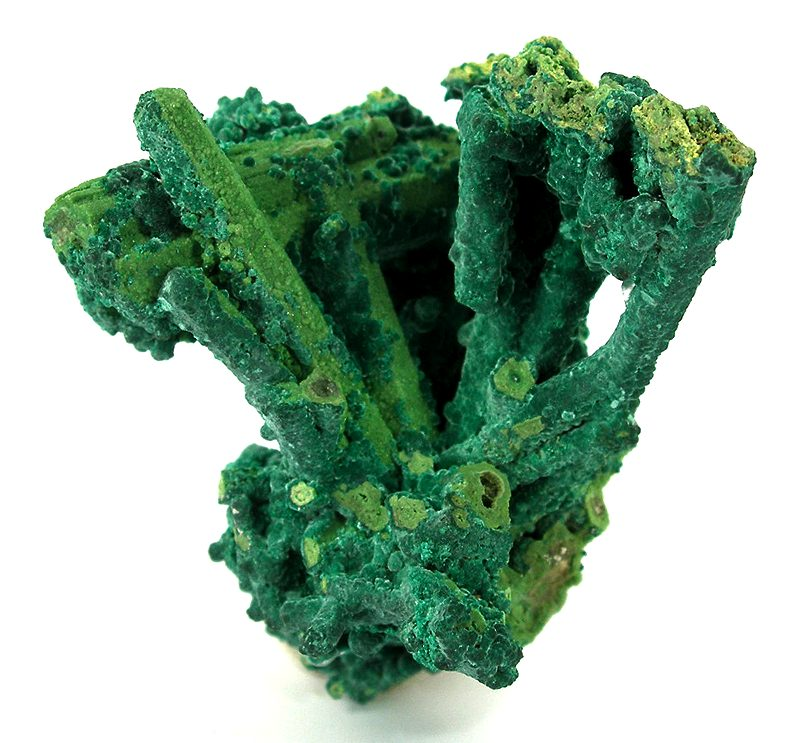
Bayldonit nach Mimetesit
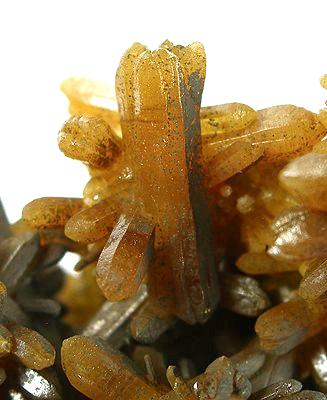
Mimetesit
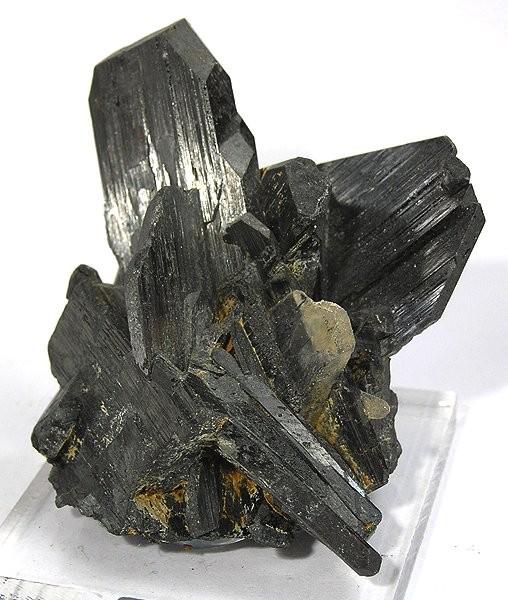
Ferberit
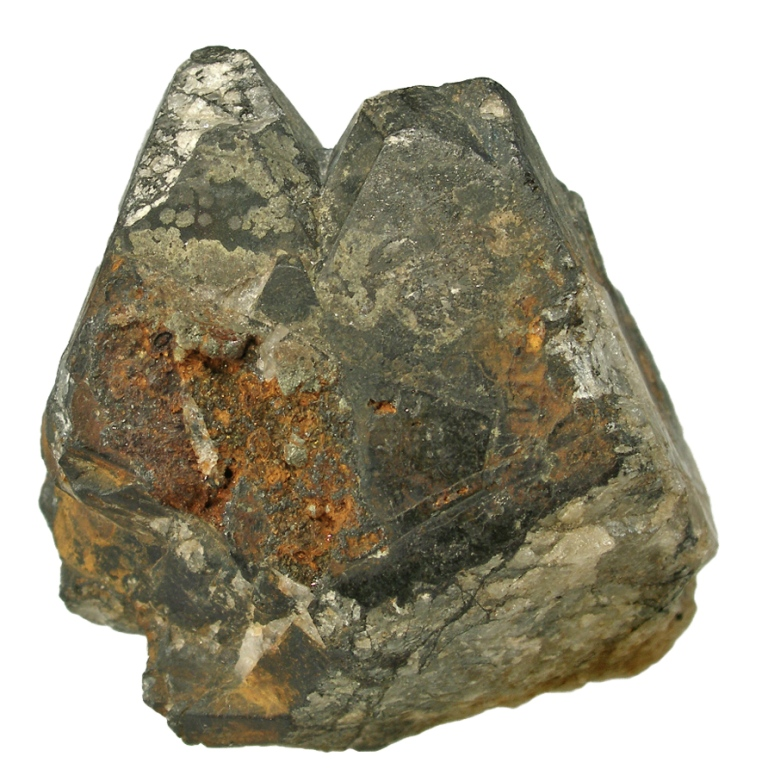
Ferberit nach Scheelit (Reinit)
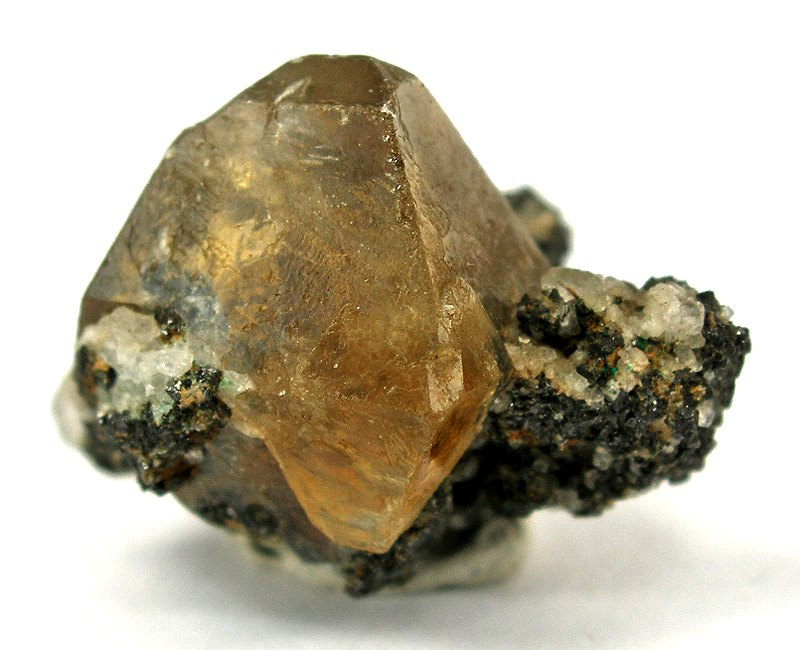
Scheelit
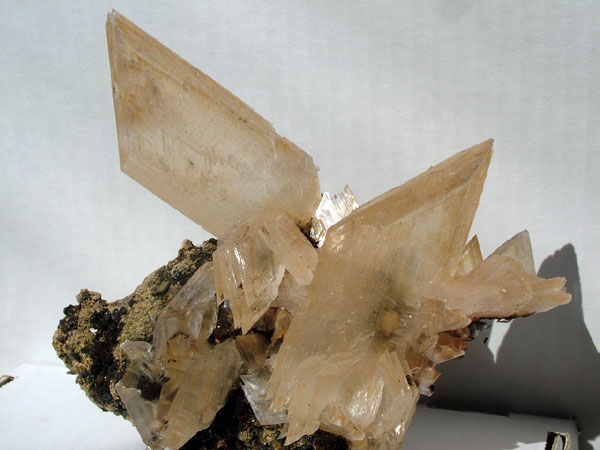
Gips
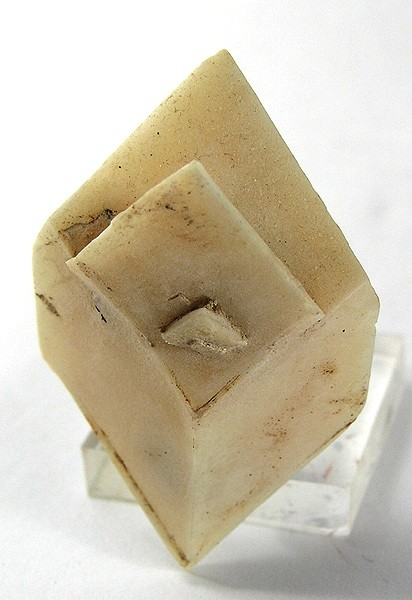
Gips nach Glauberit
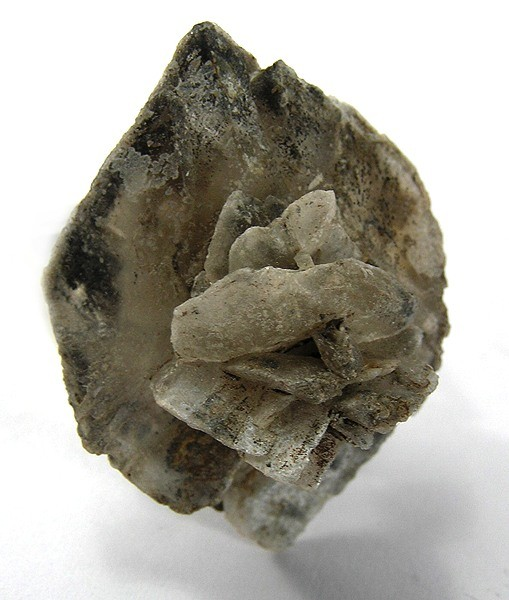
Glauberit
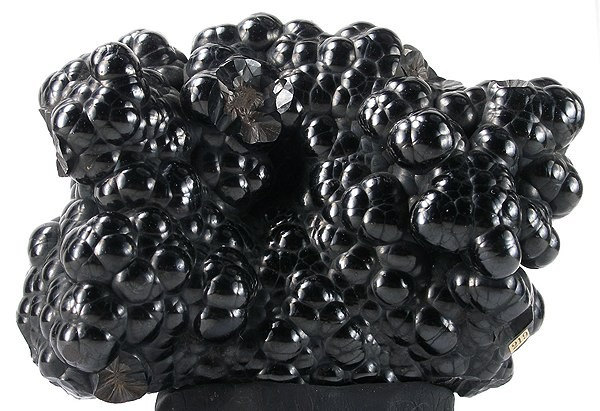
Goethit
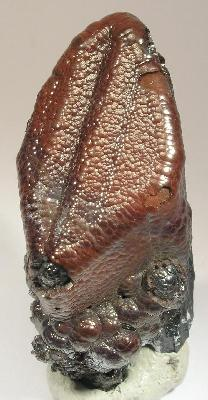
Goethit nach Gips
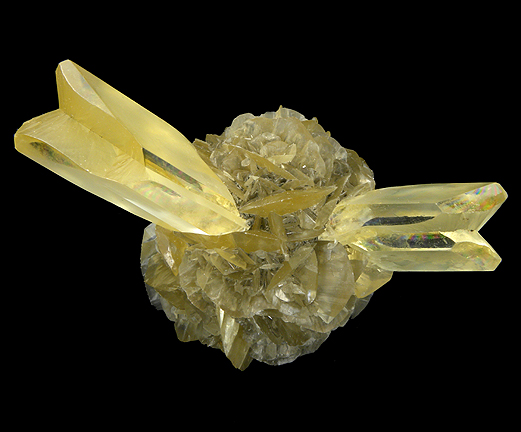
Gips
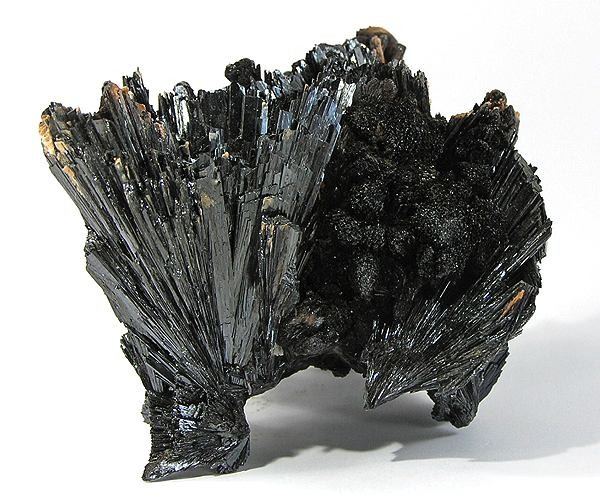
Goethit
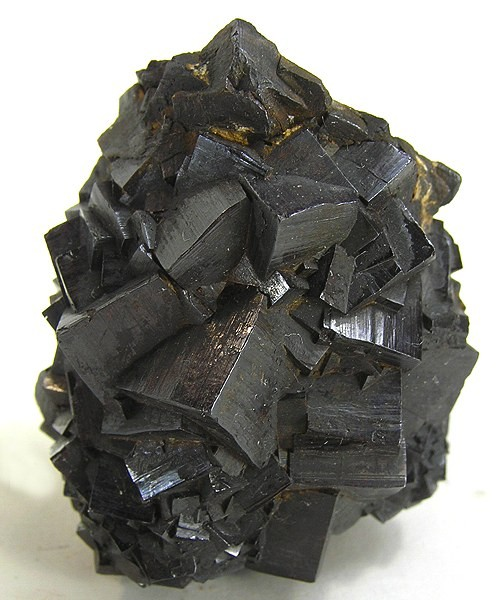
Goethit nach Pyrit
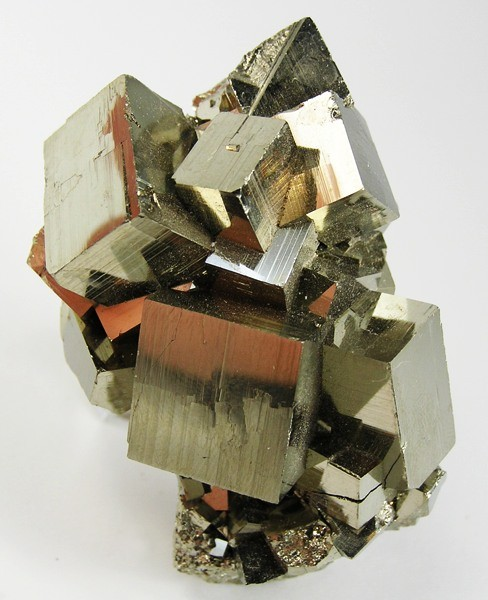
Pyrit
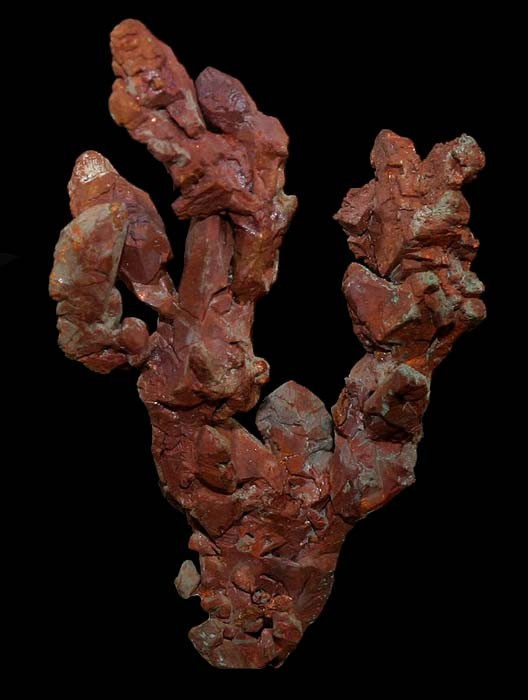
Kupfer
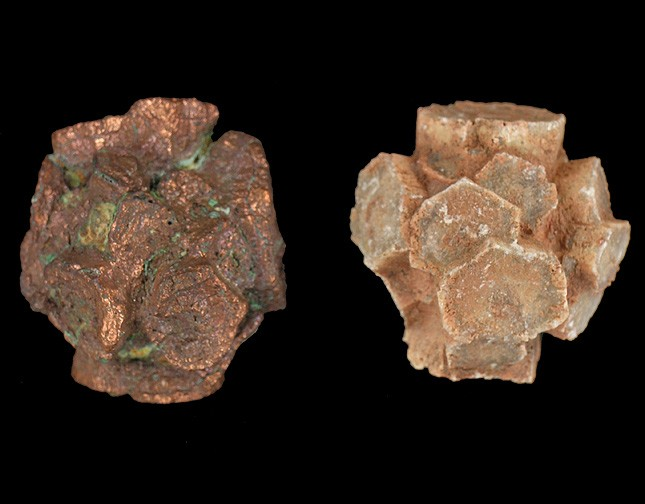
Kupfer nach Aragonit
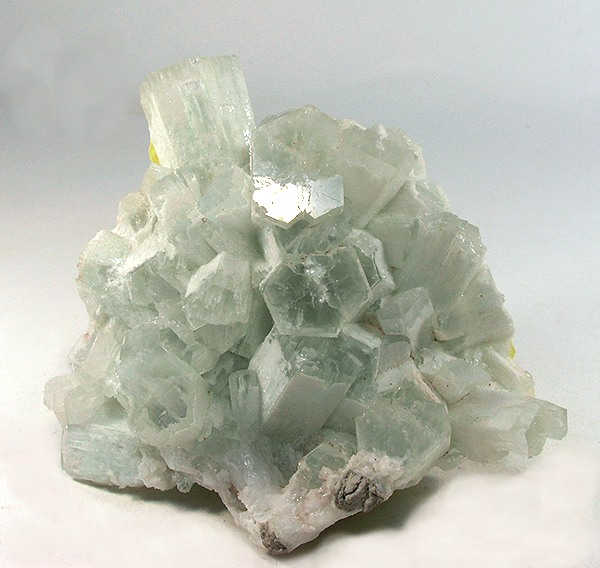
Aragonit
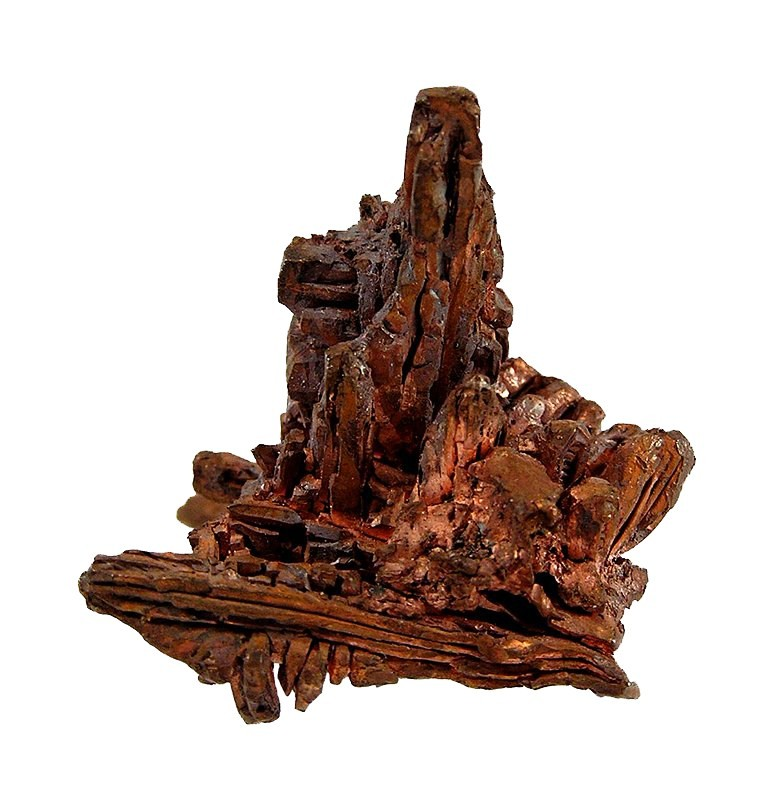
Kupfer
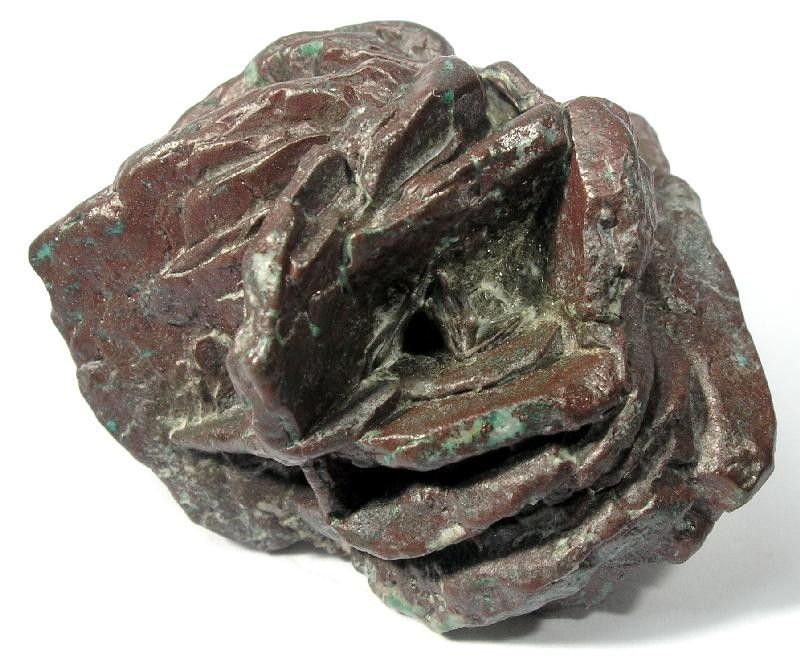
Kupfer nach Azurit
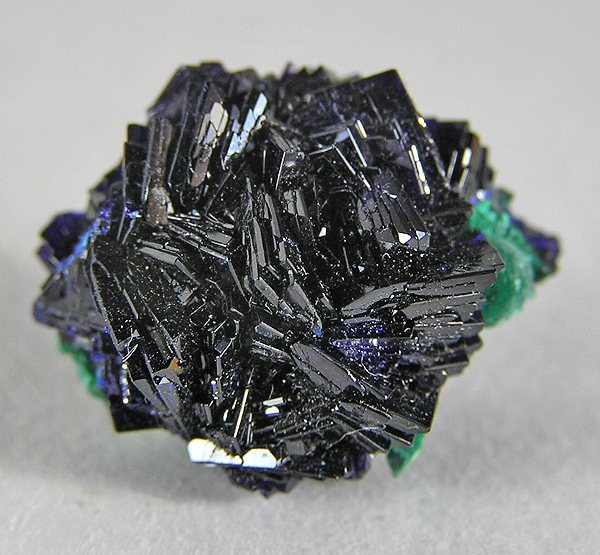
Azurit
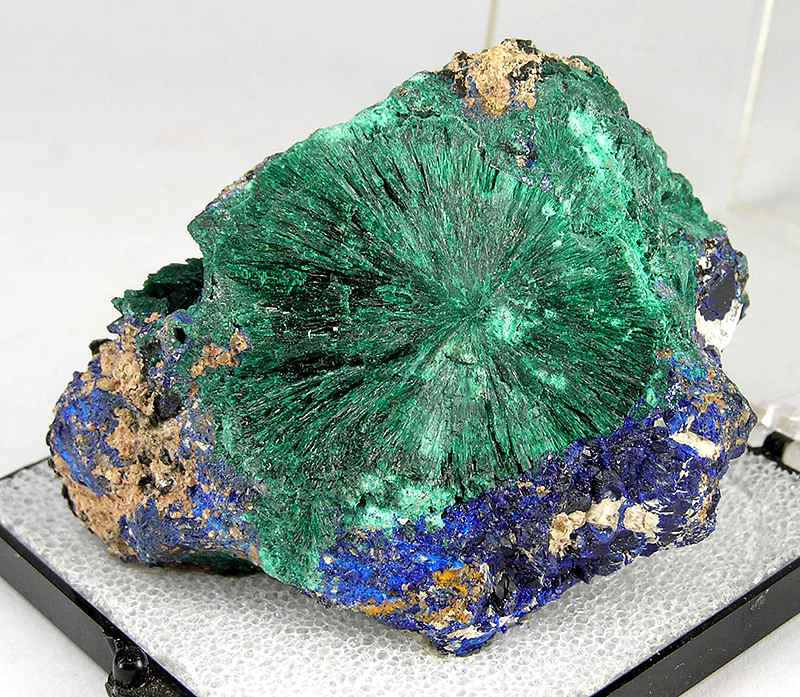
Malachit
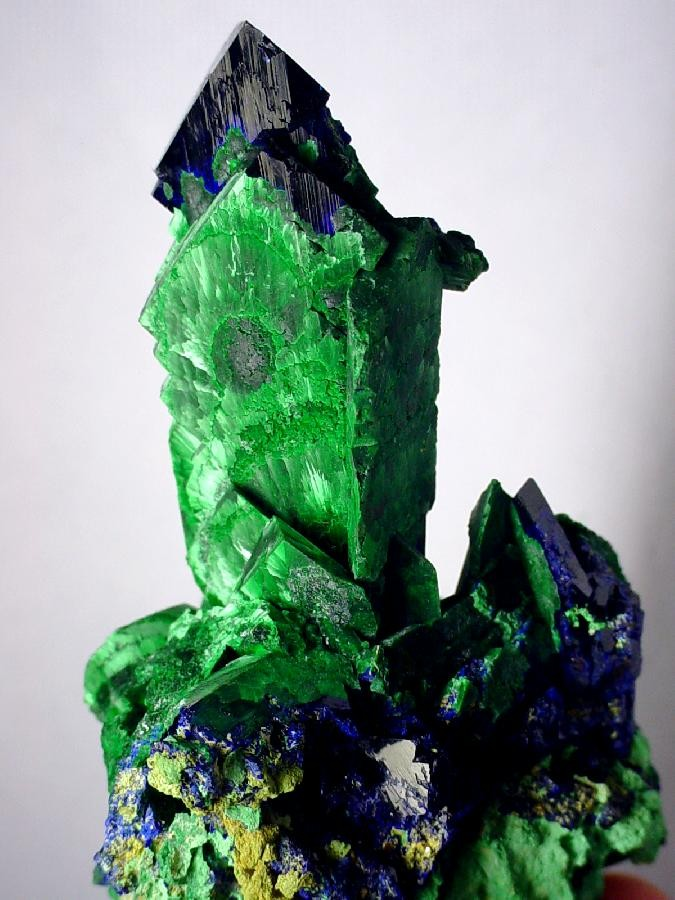
Malachit nach Azurit (unvollständig)
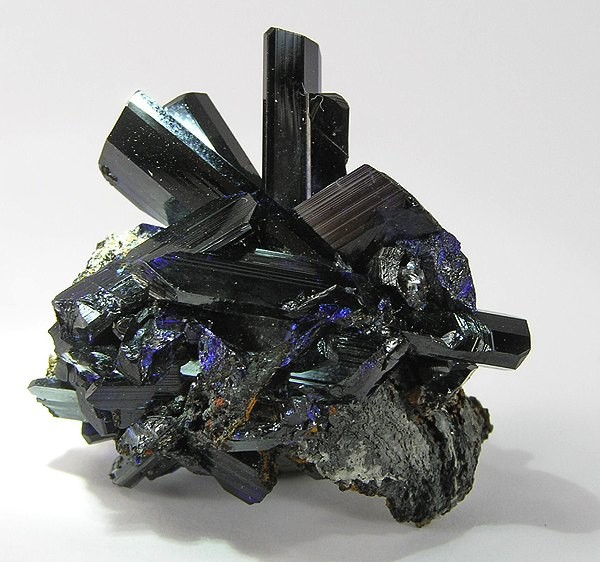
Azurit
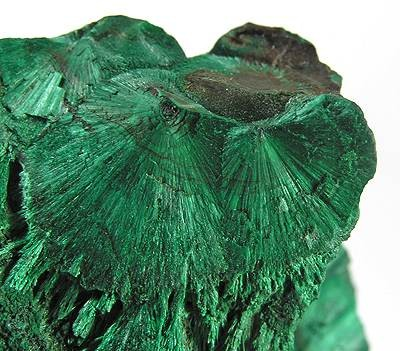
Malachit
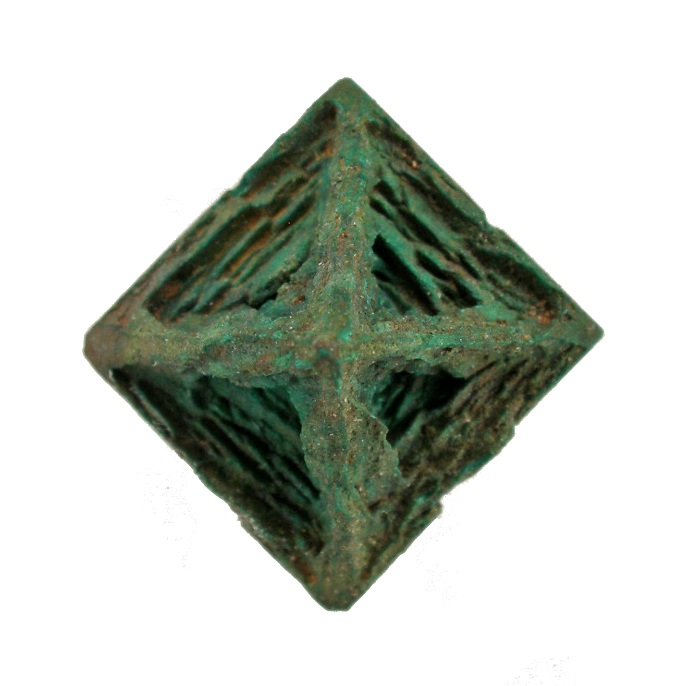
Malachit nach Cuprit
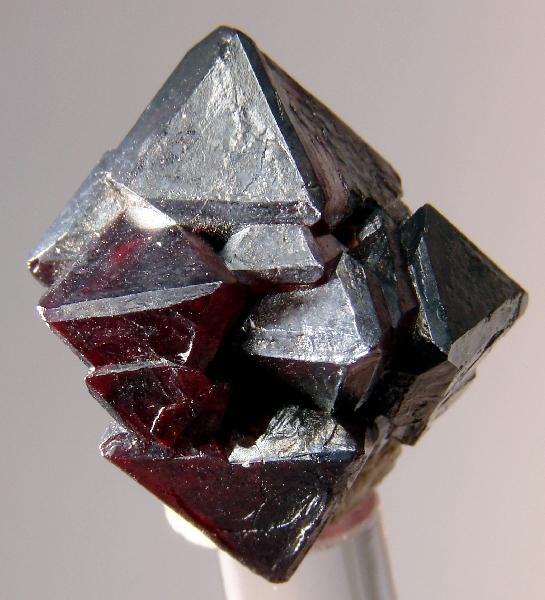
Cuprit
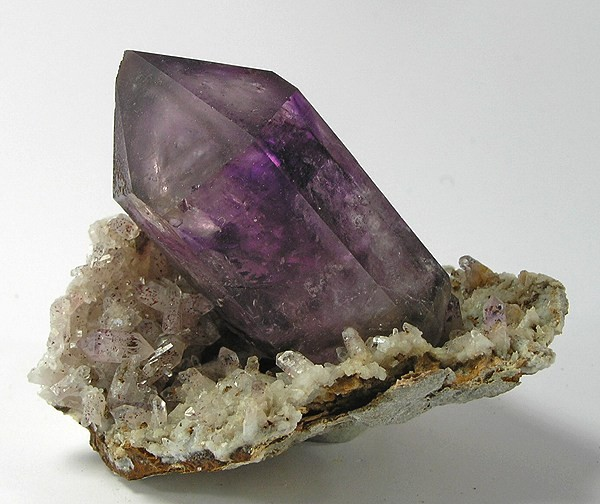
Quarz (Farbvarietät Amethyst)
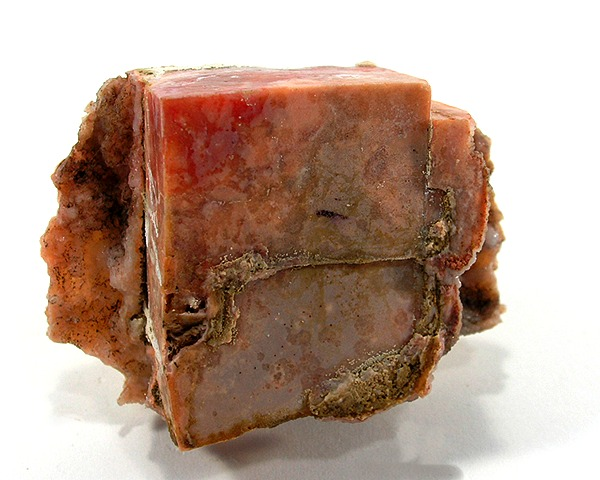
Quarz nach Fluorit
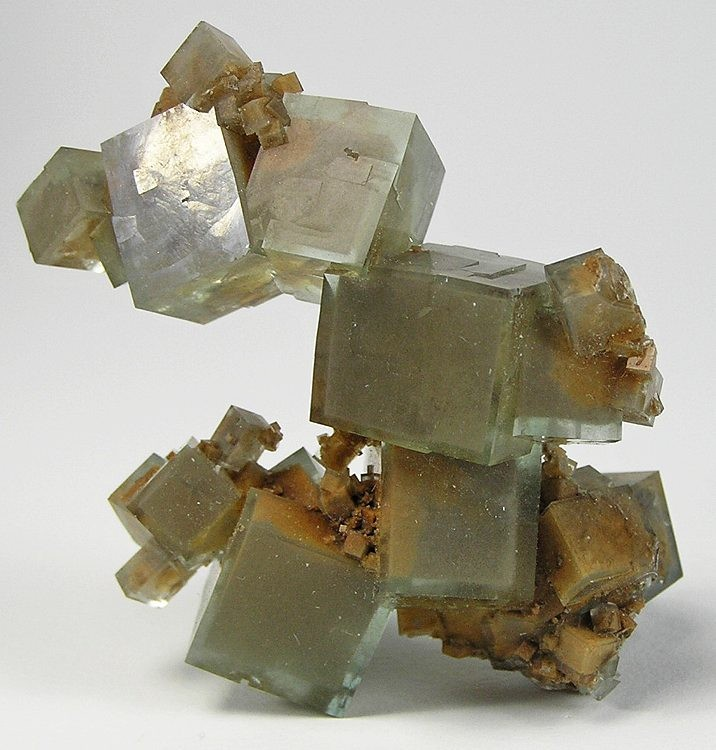
Fluorit
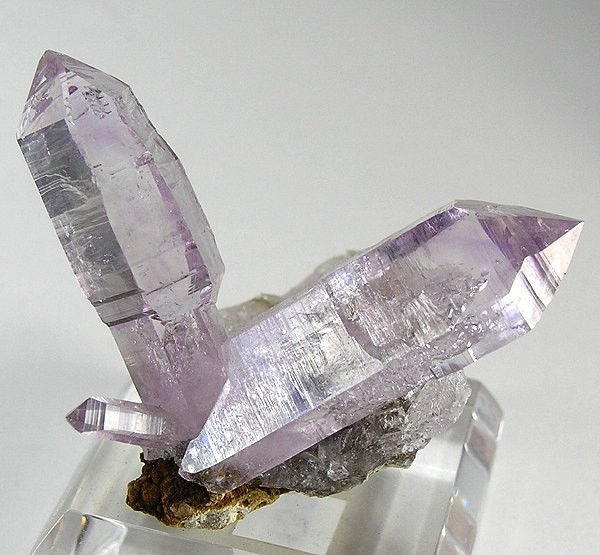
Quarz
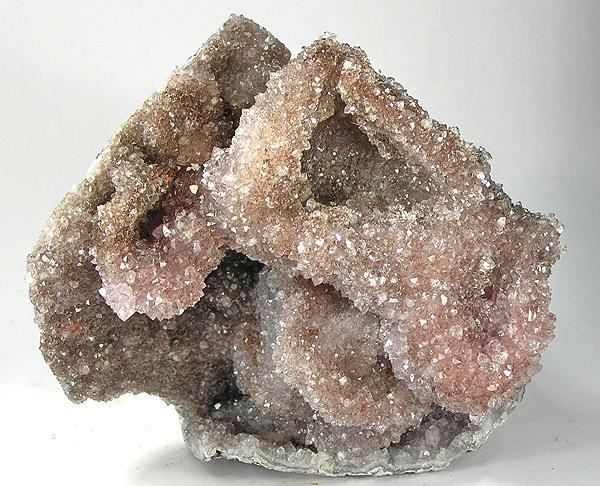
Quarz nach Fluorit
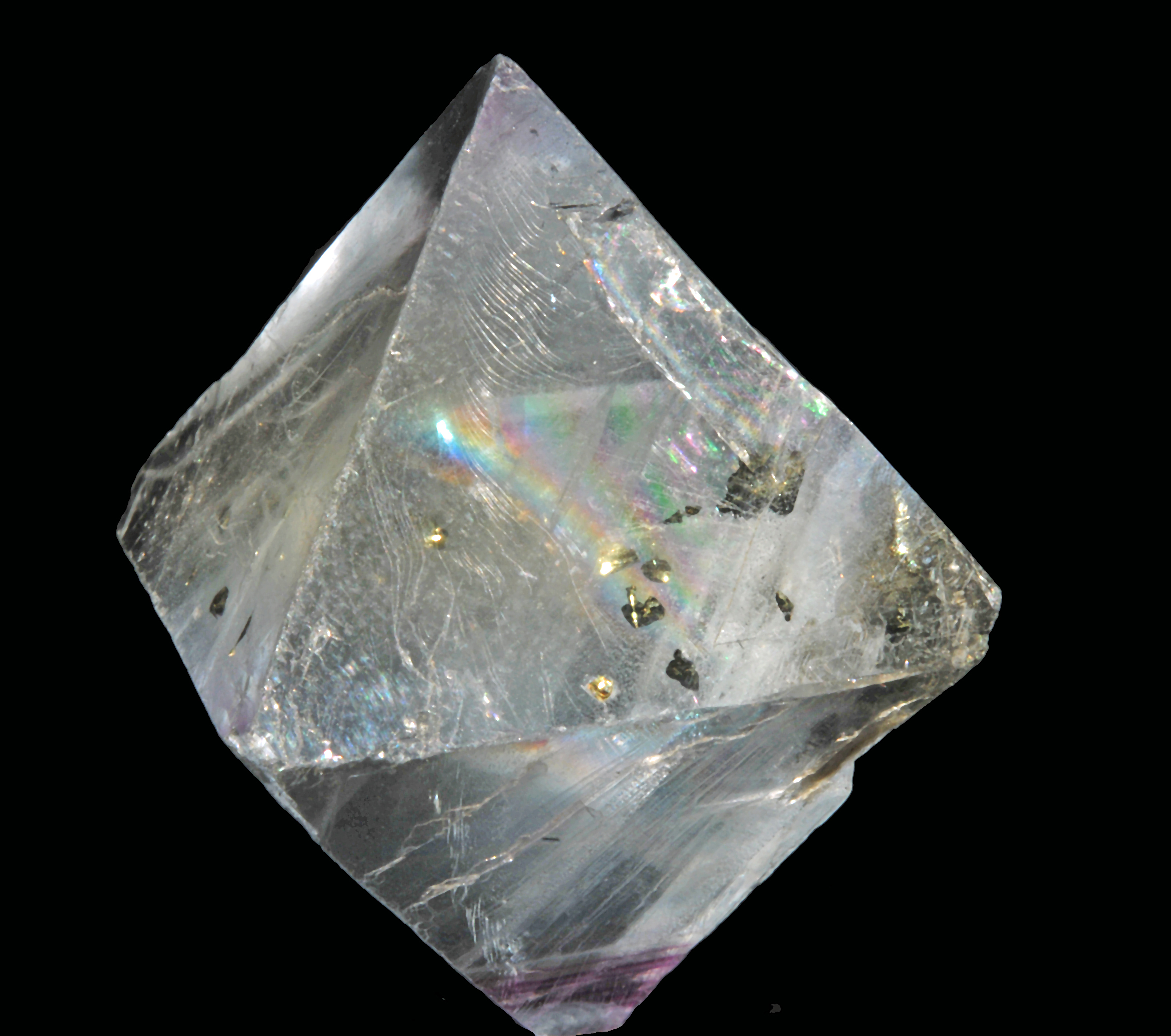
Fluorit
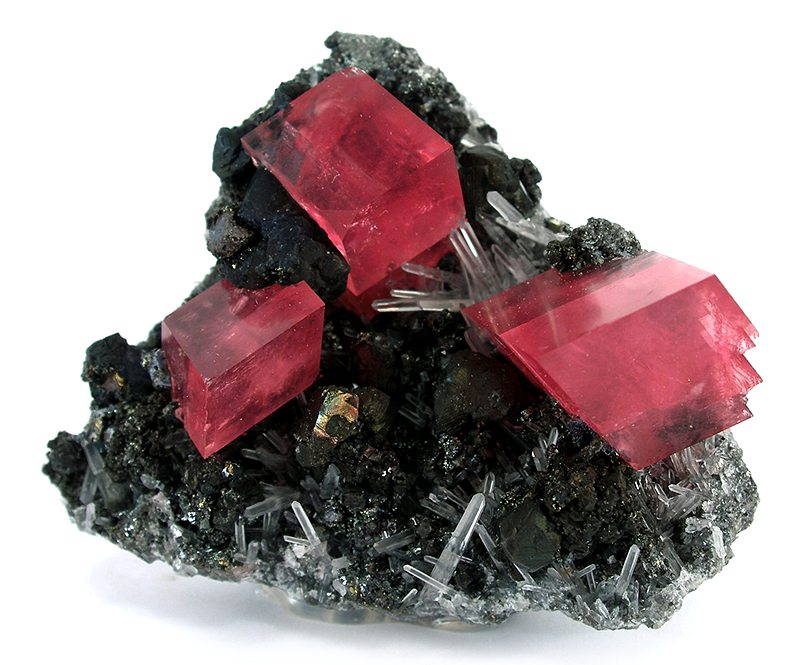
Rhodochrosit
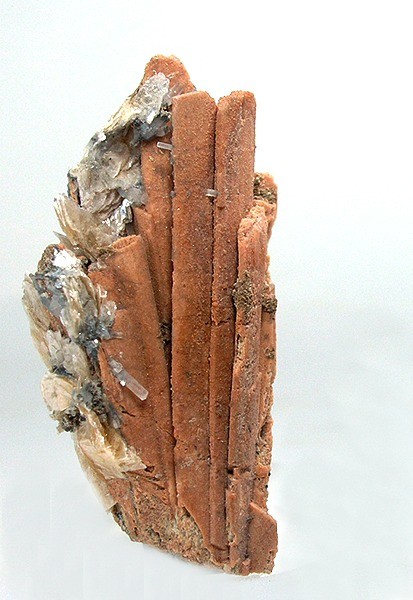
Rhodochrosit nach Serandit
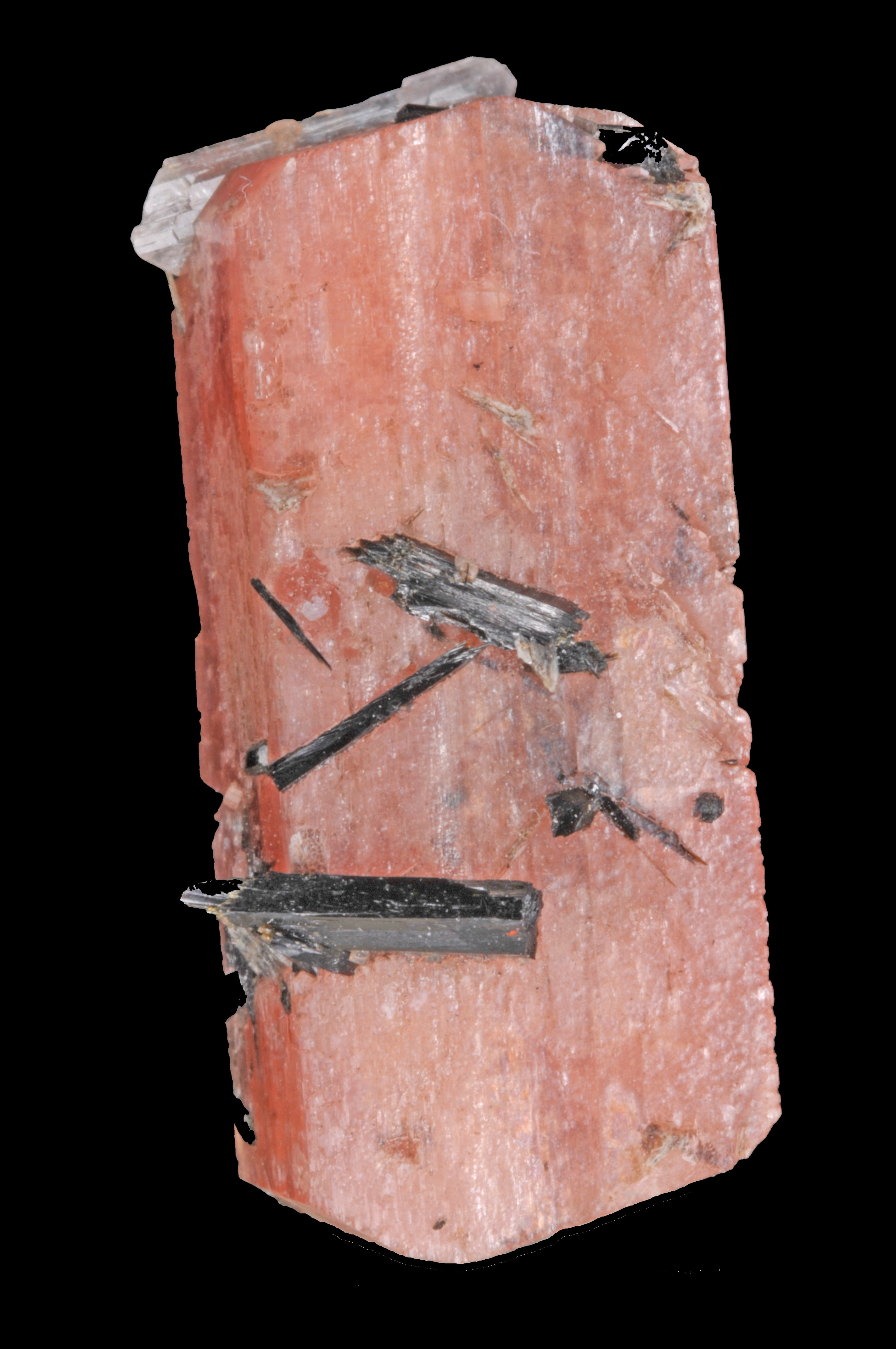
Serandit

Pseudomorphose ist ein Begriff aus der Mineralogie und bezeichnet ein Mineral, das nicht seine typische Eigengestalt (Kristallsystem) zeigt, sondern die äußere Form einer anderen Mineralart angenommen hat. Pseudomorphosen entstehen beispielsweise dadurch, dass zuerst Mineral A in einem Gestein kristallisiert, später weggelöst wird und der Hohlraum durch Mineral B verfüllt wird.
Die Bezeichnung einer Pseudomorphose folgt immer der Regel Pseudomorphose von Mineral B nach A. Ein Quarz, der die Form eines Pyrits hat, wird demnach als „Pseudomorphose von Quarz nach Pyrit“ bezeichnet. Ein guter Merkspruch für die Bezeichnung einer Pseudomorphose ist der Hilfssatz „Das, was ist, nach dem, was war.“
Der Ersatz des Ursprungsminerals muss nicht unbedingt durch ein anderes Mineral erfolgen. Im Falle der Halit-Pseudomorphosen wurden Halit-Kristalle weggelöst und die Hohlräume durch tonig-siltiges Sediment verfüllt. Dieses Sediment zeigt später dann den würfeligen Umriss der kubischen NaCl-Kristalle.
Pseudomorphosen lassen sich nach Strunz folgendermaßen klassifizieren:

## Paramorphosen
Paramorphosen entstehen bei polymorphen Substanzen, d. h. bei Elementen oder Verbindungen, die in mehreren Modifikationen vorkommen. Der Kohlenstoff als Element kann beispielsweise als Graphit oder als Diamant in der Natur vorkommen. Als Paramorphose wird z. B. ein hexagonaler Hoch-Quarz bezeichnet, der sich bei einer Temperatur von über 573 °C gebildet hat und bei Abkühlung in die bei Umgebungsbedingungen stabilere Phase des trigonalen Tief-Quarzes umwandelt, ohne die äußere Gestalt des erstgebildeten Hoch-Quarzes zu verlieren. Weitere Beispiele von Paramorphosen sind
- Calcit (trigonal) nach Aragonit (orthorhombisch)
- Akanthit (monoklin) nach Argentit (kubisch)
- Leucit (tetragonal) nach Hoch-Leucit (kubisch)

In der Klammer ist dabei das jeweilige Kristallsystem des Minerals, welches maßgeblich für die Form des Kristalls ist, angegeben.

## Entmischungs-Pseudomorphosen
Entmischungs-Pseudomorphosen entstehen durch die Entmischung eines Mischkristalls. Hierbei wird im Allgemeinen ein bei hohen Temperaturen entstandener Mischkristall im Verlaufe einer langsamen Abkühlung entmischt. Es entstehen dabei Entmischungslamellen in einem Wirtskristall. So kann z. B. ein bei 250 °C entstandener Mischkristall {\displaystyle (Zn,Cu,Ga)S} mit einer Zinkblenden-Struktur bei langsamer Abkühlung Gallit-Lamellen {\displaystyle CuGaS_{2}} in dem Wirtskristall von Zinkblende {\displaystyle ZnS} bilden.

## Verdrängungs-Pseudomorphosen
Verdrängungs-Pseudomorphosen bilden die wohl umfangreichste Gruppe von Pseudomorphosen, die sich nach Strunz noch weiter unterteilen lassen. Hierbei wird der chemische Stoffbestand des Ausgangskristalls durch Abgabe, Aufnahme oder Austausch von Bestandteilen bzw. Austausch des gesamten Stoffbestandes verändert. Im Folgenden wird für jede der vier Entstehungsarten von Verdrängungs-Pseudomorphosen ein Beispiel angeführt.

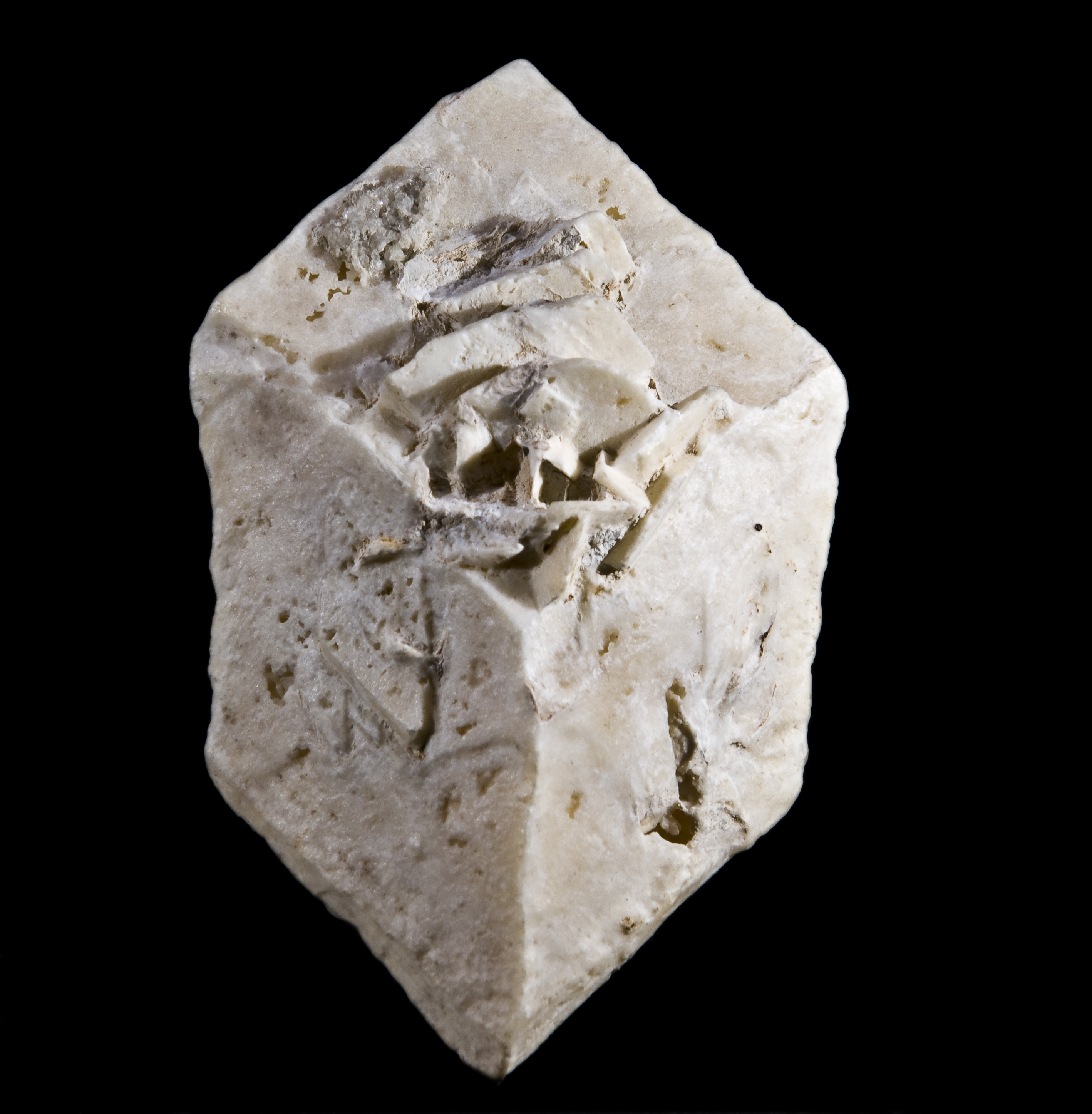
Glendonit

Der Name „Glendonit“ bezeichnet eine Pseudomorphose von Calcit nach Ikait. Ikait CaCO3 · 6 H2O bildet sich im ufernahen Meerwasser bei Temperaturen nahe dem Gefrierpunkt bei 0 bis 4 °C. Wichtig für die Bildung von Ikait sind zudem weiche Sedimente, die reich an organischem Material sind, und carbonatreiche Fluide sowie calciumreiches Meerwasser. Wird Ikait geborgen, d. h. dem kalten Meerwasser entzogen, wandelt es sich nach Greinert und Derkachev bei etwa 5 bis 10 °C in Calcit CaCO3 um. Hierbei wird das im Kristallgitter gebundene Wasser abgegeben, ohne dass der Ikait seine Form verliert. Allerdings ist diese Umwandlung mit einer deutlichen Volumenreduktion verbunden. Es bilden sich dabei Poren im Kalzit, die mit einer Lupe oder unter dem Mikroskop zu erkennen sind. Bekannt sind die igel- oder sternförmigen Glendonite vom Weißen Meer (Olenitsa, Russland), die häufig auf Mineralienbörsen zu bewundern sind.
Ikait {\displaystyle \mathrm {\longrightarrow } } Calcit + Wasser :
{\displaystyle \mathrm {CaCO_{3}\cdot 6\ H_{2}O\longrightarrow CaCO_{3}+6\ H_{2}O} }
Ein Beispiel für eine Pseudomorphosenbildung durch Aufnahme von Bestandteilen sind die bekannten Speckstein-Pseudomorphosen der Johanneszeche bei Göpfersgrün, Fichtelgebirge. Hierbei wurden beispielsweise Quarzkristalle durch Thermalwässer gelöst (Kieselsäure) und Magnesium in Form von Mg2+-Ionen durch den vorhandenen Dolomit MgCO3 hinzugeführt, aus dem sich dann der Speckstein (dichter Talk) unter einer Schicht von kollomorphem Speckstein (aus Magnesiumsilikat-Gel gebildeter Speckstein) bilden konnte.
Dolomit + Kieselsäure {\displaystyle \mathrm {\longrightarrow } } Talk + Wasser + Kohlensäure :
{\displaystyle \mathrm {3MgCO_{3}+4\ H_{4}SiO_{4}\longrightarrow Mg_{3}[(OH)_{2}|Si_{4}O_{10}]+4H_{2}O+3H_{2}CO_{3}} }
Dabei entstanden die schönen Pseudomorphosen, die wohl in fast jeder Mineraliensammlung zu finden sind. Unter dem Mikroskop sind die vielen kleinen Talk-Schüppchen gut zu erkennen, die als Ganzes makroskopisch die Form eines schönen, weißen „Quarzkristalls“ annehmen.
Pseudomorphosen von Malachit nach Azurit, bekannt von Tsumeb, Namibia, sind durch Austausch von Bestandteilen (Anionenaustausch) entstanden.
Azurit {\displaystyle \mathrm {\longrightarrow } } Malachit :
{\displaystyle \mathrm {2Cu_{3}[OH|CO_{3}]_{2}+2\ (OH)^{-}\longrightarrow 3Cu_{2}[(OH)_{2}|CO_{3}]+(CO_{3})^{2-}} }
Die Bedingungen, bei denen entweder Malachit oder Azurit entstehen, wurden von Menschel und Usdowski experimentell untersucht. Entscheidend hierbei ist der CO2-Gasanteil der vorbeifließenden kupferhaltigen Lösungen. Entspricht der CO2-Gasanteil 0,5 Vol.-%, dann kann sich sowohl Azurit als auch Malachit aus der H2O-Cu2+-CO2-Lösung bilden. Größere CO2-Anteile – entsprechend einem Kohlensäureanteils größer als 0,0136 g/l – führen zur Bildung von Azurit, kleinere zu Malachit. Da normales Regenwasser üblicherweise einen relativ kleinen Kohlensäureanteil aufweist, ist Malachit häufiger anzutreffen als Azurit.
Koritnig beschreibt ausführlich, wie die Pseudomorphosen-Bildung abläuft. Zunächst sorgt eine kohlensäurereiche Lösung für die Bildung von Azurit-Kristallen. Nimmt dann der Kohlensäureanteil der vorbeifließenden Lösung ab, dann ist Azurit nicht mehr stabil und wandelt sich, beginnend an Baufehlern der Azurit-Kristalle, in Malachit um. Die Malachit-Bildung erfolgt dabei radialstrahlig, was sich an den Pseudomorphosen auch gut erkennen lässt.
Ein Austausch des gesamten Stoffbestandes zeichnet die Pseudomorphose von gediegen Kupfer nach Aragonit von Coro Coro, Bolivien, aus. Kupferhaltige Lösungen verdrängten, an der Oberfläche beginnend, die Aragonit-Kristalle. Viele Pseudomorphosen von Kupfer nach Aragonit sind nur teilweise erfolgt, wie z. B. an einem Anschliff einer zerteilten Pseudomorphose zu erkennen ist, welcher einen Aragonit-Kern zeigt, der durch gediegen Kupfer umrandet ist.

## Perimorphosen und Ausfüllungsmorphosen

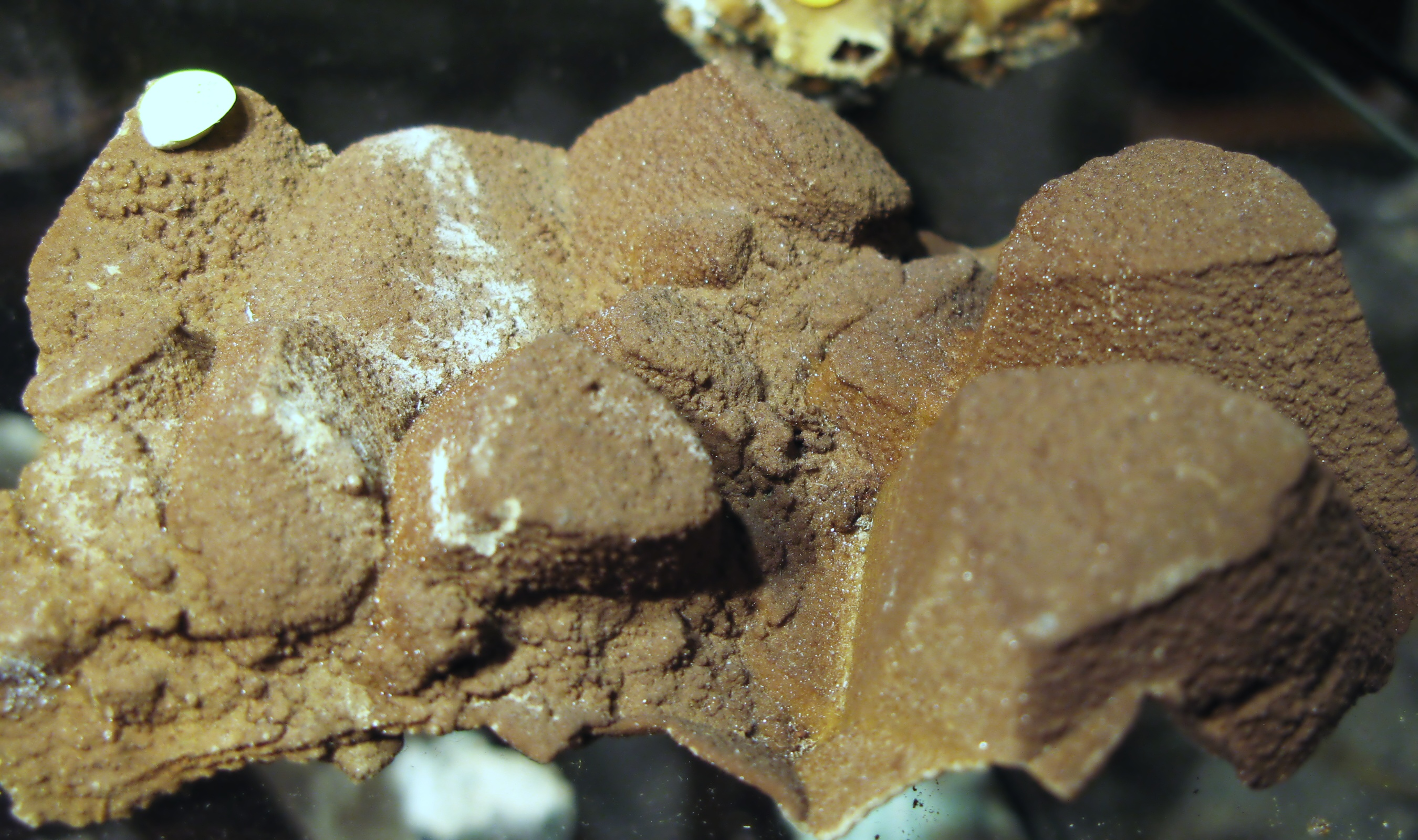
Perimorphose Calcit-Sphalerit-Siderit von außen – Aggeneys, Südafrika

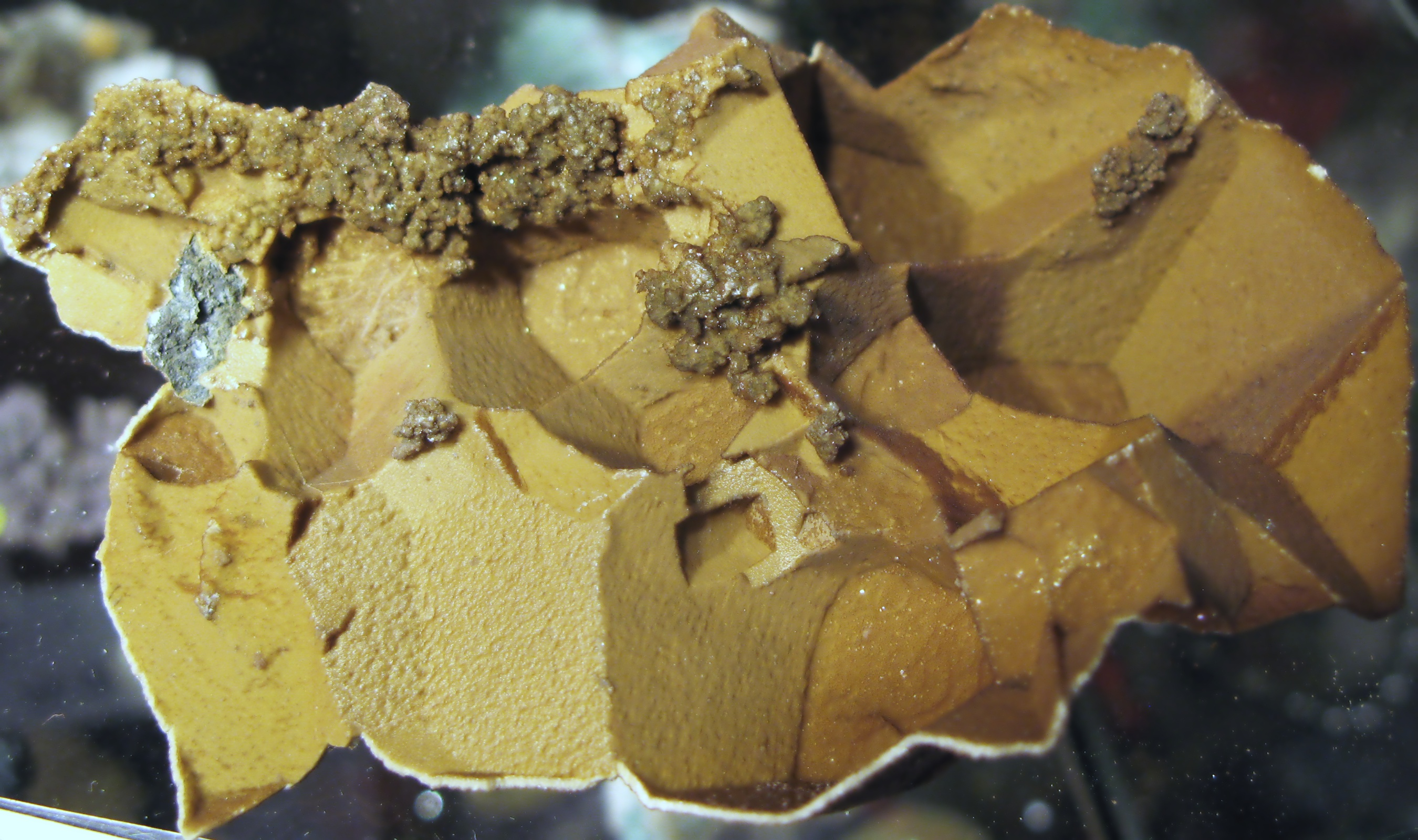
Perimorphose Calcit-Sphalerit-Siderit von innen – Aggeneys, Südafrika

Perimorphosen sind krustenartige Umwachsungen von größeren Kristallen. Sie werden auch als Umhüllungs-Pseudomorphosen bezeichnet. So können sich beispielsweise kleine Quarzkristalle um einen großen Fluorit-Kristall bilden. Dies wird dann als Perimorphose von Quarz nach Fluorit bezeichnet. Hierbei ist es unerheblich, ob der Fluoritkristall völlig oder teilweise erhalten ist oder vollständig weggelöst wurde. Es kann auch vorkommen, dass der Hohlraum eines weggelösten Kristalls durch eine andere Substanz wieder aufgefüllt und später die Kruste wieder weggelöst wird. Diese Pseudomorphose wird dann als Ausfüllungs-Pseudomorphose bezeichnet. Damit wird deutlich, dass die Bildung von Pseudomorphosen als ein höchst komplizierter Vorgang oftmals rätselhaft ist und sich auch die Entstehungsgeschichte manch einer Pseudomorphose wissenschaftlich nicht eindeutig bestimmen lässt.